# هلموت شیمچک
هلموت شیمچک (انگلیسی: Helmut Schimeczek؛ زادهٔ ۴ ژوئیهٔ ۱۹۳۸) بازیکن فوتبال اهل آلمان است.
از باشگاه‌هایی که در آن بازی کرده‌است می‌توان به باشگاه ورزشی وردر برمن اشاره کرد.